# Badania polityki kulturalnej
Badania polityki kulturalnej (lub studia nad polityką kulturalną, ang. Cultural Policy Research) – stanowią obszar badań akademickich, wyrosłych z kulturoznawstwa w 1990 roku. Po przeszło ćwierćwieczu od wykształcenia się tego obszaru badań terminy „Cultural Policy Research” oraz „Cultural Policy Studies” odnotowały prawie 100 milionów wyszukiwań w Internecie.
Badania polityk kulturalnych wyrosły z idei, że studia kulturowe powinny być prowadzone nie tylko w nurcie krytycznym, lecz także dążyć do maksymalizacji użyteczności wyników. W Princeton University w 1994 roku założono centrum sztuki i polityki kulturalnej (ang. Center for Arts and Cultural Policy Studies), aby „zwiększyć jasność, dokładność i wyrafinowanie dyskursu na temat życia artystycznego i kulturalnego narodu.”
W tym ujęciu badania polityki kulturalnej prezentują interdyscyplinarne podejście, łącząc nauki społeczne, nauki humanistyczne, prawne oraz ekonomiczne. Ponieważ jednak wszystkie nauki polityczne cechuje dobór takiego zakresu badania polityk kulturalnych skupiają się na wymiarze teoretycznym (policy), wymiarze formalno-instytucjonalnym (polity) oraz wymiarze praktycznym (polityka), mających w szczególności wpływ na procesy decyzyjne i uzyskane wyniki. Badania polityki kulturalnej stawiają pytania: jakie rezultaty dla struktury społecznej przynoszą działania aktorzy społeczni? Jakie rezultaty osiągają przez te działania? Jakie cele pragną osiągnąć? Jaki jest wynik ich działań dla społeczeństwa i obywateli w wymiarze intelektualnym i artystycznym?
Wśród wielu departamentów studiów nad politykami kulturalnymi na całym świecie, istnieje kilka
UNESCO Chairs in Cultural uruchomionych przez UNESCO w 1992 roku, w celu promowania i rozwoju międzynarodowej współpracy uniwersyteckiej. Należą do nich następujące ośrodki:
- (412) Wilno, Litwa: Katedra UNESCO Polityki Kulturalnej i Zarządzania Kulturą (1998), Uniwersytet Wileński

- (436) Debreczyn, Węgry: UNESCO Chair in Cultural Policy and Cultural Management (1999), Uniwersytet w Debreczynie

- (454) Lomé, Togo: Chaire UNESCO sur les politiques culturelles pour le développement (1999), Centre régional d’action culturelle (CRAC)

- (527) Girona, Hiszpania: Chaire UNESCO en matière de Politiques et de Coopération Culturelles (2001), Uniwersytet w Gironie

- (546) Barcelona, Hiszpania: Chaire UNESCO d’études interculturelles (2001), Uniwersytet Pompeu Fabry

- (572) Barcelona, Hiszpania: Chaire UNESCO de Diversité linguistique et culturelle (2002), Institut d’Etudes catalanes

- (654) Saloniki, Grecja: Chaire UNESCO de politique interculturelle pour une citoyenneté active et solidaire (2004), Université de Macédoine

- (827) Kazań, Rosja: UNESCO Chair in Eurosian studies, Cultural Diversity and Cultural Policies (2008), Kazański Uniwersytet Państwowy

- (851) Buenos Aires, Argentyna: Chaire UNESCO d’esthétique et sociologie de la différence et de la diversité culturelle en Argentine (2009), Universidad Nacional Tres de Febrero

- (978) Hildesheim, Niemcy: UNESCO Chair in Cultural Policy for the Arts in Development (2012), Uniwersytet w Hildesheim.

W Polsce zagadnieniem badania polityk kulturalnych zajmuje się Emil Orzechowski z Instytutu Kultury Uniwersytetu Jagiellońskiego oraz Jacek Purchla z Międzynarodowego Centrum Kultury.